# Friedrich Pinter
Friedrich Pinter (ur. 22 lutego 1978 w Villach) – austriacki biathlonista, brązowy medalista mistrzostw świata.

## Kariera
Pinter zaczął trenować biathlon w 2000 roku. W Pucharze Świata zadebiutował 14 marca 2002 roku w Lahti, kiedy zajął 66. miejsce w sprincie. Pierwsze punkty zdobył 18 stycznia 2003 roku w Ruhpolding, zajmując 20. miejsce w tej samej konkurencji. Pierwszy raz na podium zawodów tego cyklu stanął 27 lutego 2008 roku w Pjongczangu, kończąc rywalizację w sprincie. W zawodach tych wyprzedzili go jedynie dwaj Norwegowie: Emil Hegle Svendsen i Halvard Hanevold. W kolejnych startach jeszcze dwa razy stawał na podium: 13 marca 2008 roku w Oslo był trzeci w sprincie, a dwa dni później w tym samym mieście zajął drugie miejsce w biegu pościgowym. Najlepsze wyniki osiągnął w sezonie 2007/2008, kiedy zajął 16. miejsce w klasyfikacji generalnej.
Na mistrzostwach świata w Hochfilzen w 2005 roku wspólnie z Danielem Mesotitschem, Wolfgangiem Rottmannem i Christophem Sumannem zdobył brązowy medal w sztafecie. Był też między innymi czwarty w sztafecie podczas mistrzostw świata w Östersund w 2008 roku. W międzyczasie wystartował na igrzyskach olimpijskich w Turynie, gdzie zajął 26. miejsce w biegu indywidualnym i 17. w sztafecie. Brał też udział w igrzyskach w Soczi osiem lat później, gdzie w swoim jedynym starcie zajął dziewiątą pozycję w sztafecie mieszanej.
W 2016 roku zakończył karierę.

## Osiągnięcia

### Igrzyska olimpijskie
| Rok  | Miejscowość | Konkurencje | Konkurencje | Konkurencje | Konkurencje | Konkurencje | Konkurencje | Konkurencje |
| Rok  | Miejscowość | IN          | SP          | PU          | MS          | RL          | MR          | SR          |
| ---- | ----------- | ----------- | ----------- | ----------- | ----------- | ----------- | ----------- | ----------- |
| 2006 | Turyn       | 26.         | –           | –           | –           | 17.         | nd.         | –           |
| 2014 | Soczi       | –           | –           | –           | –           | –           | 9.          | –           |

### Mistrzostwa świata
| Rok  | Miejscowość     | Konkurencje | Konkurencje | Konkurencje | Konkurencje | Konkurencje | Konkurencje | Konkurencje |
| Rok  | Miejscowość     | IN          | SP          | PU          | MS          | RL          | MR          | SR          |
| ---- | --------------- | ----------- | ----------- | ----------- | ----------- | ----------- | ----------- | ----------- |
| 2005 | Hochfilzen      | –           | 32.         | 28.         | –           | 3.          | –           | –           |
| 2007 | Anterselva      | 59.         | 28.         | 21.         | –           | 6.          | –           | –           |
| 2008 | Östersund       | 31.         | 43.         | 30.         | –           | 4.          | –           | –           |
| 2009 | Pjongczang      | 50.         | –           | –           | –           | –           | –           | –           |
| 2010 | Chanty-Mansyjsk | nd.         | nd.         | nd.         | nd.         | nd.         | –           | –           |
| 2011 | Chanty-Mansyjsk | –           | –           | –           | –           | –           | –           | –           |
| 2012 | Ruhpolding      | –           | –           | –           | –           | –           | 21.         | –           |
| 2013 | Nové Město      | 67.         | –           | –           | –           | –           | –           | –           |

### Puchar Świata

#### Miejsca w klasyfikacji generalnej
| Sezon     | Miejsce |
| --------- | ------- |
| 2001/2002 | -       |
| 2002/2003 | 68.     |
| 2003/2004 | 48.     |
| 2004/2005 | 55.     |
| 2005/2006 | 48.     |
| 2006/2007 | 19.     |
| 2007/2008 | 16.     |
| 2008/2009 | 22.     |
| 2009/2010 | 33.     |
| 2010/2011 | 82.     |
| 2011/2012 | 73.     |
| 2012/2013 | 30.     |
| 2013/2014 | 35.     |

#### Miejsca na podium chronologicznie
| Lp. | Dzień     | Rok  | Miejscowość       | Konkurencja               | Lokata | Pudła   | Czas biegu | Strata | Zwycięzca           |
| --- | --------- | ---- | ----------------- | ------------------------- | ------ | ------- | ---------- | ------ | ------------------- |
| 1.  | 27 lutego | 2008 | Pjongczang        | Sprint na 10 km           | 3.     | 1+0     | 26:27,6    | + 30,2 | Emil Hegle Svendsen |
| 2.  | 13 marca  | 2008 | Oslo/Holmenkollen | Sprint na 10 km           | 3.     | 0+1     | 25:51,0    | +31,1  | Emil Hegle Svendsen |
| 3.  | 15 marca  | 2008 | Oslo/Holmenkollen | Bieg pościgowy na 12,5 km | 2.     | 1+0+1+1 | 35:33,0    | +22,1  | Iwan Czeriezow      |